# Euryale ferox
Pour l’article homonyme, voir Euryale.
Genre
Espèce
Classification phylogénétique
Statut de conservation UICN

 LC  : Préoccupation mineure
Euryale ferox, ou nénuphar épineux, est une espèce de plantes à fleurs de la famille des Nymphaeaceae. C'est une plante aquatique originaire d'Asie. C'est la seule espèce actuellement acceptée du genre Euryale.

## Description

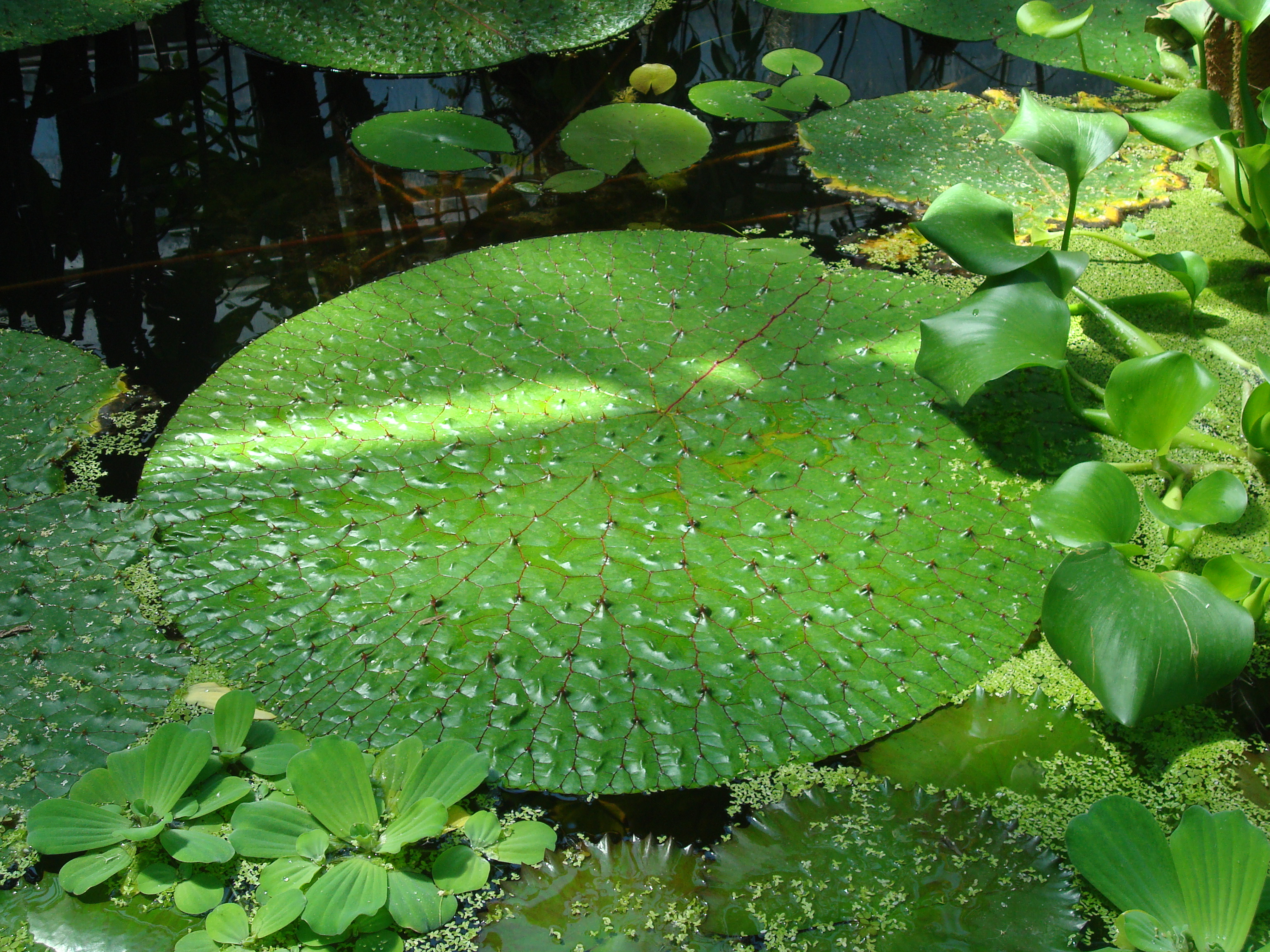
La feuille du nénuphar épineux.

## Nomenclature et systématique
Euryale ferox est la seule espèce valide, à l'heure actuelle, du genre Euryale. Euryale amazonica Poepp.  est un nom invalide, synonyme à  Victoria amazonica (Poepp.) J.C.Sowerby

## Utilisation
Les graines de couleur blanche sont comestibles. La plante est cultivée en Inde, Chine, et au Japon. Dans le nord-ouest de l'Inde, les graines sont souvent grillées, sous le nom de makhana.
Les Chinois pensent que la graine a des propriétés anti-âge, qu'elle est bénéfique pour la rate et soigne les indigestions.

### Euryale
- (en) Flora of China : Euryale
- (en) Catalogue of Life : Euryale
- (fr + en) ITIS : Euryale  Salisb.
- (en) UICN : espèce Euryale ferox Salisb., 1805 (consulté le 20 mai 2015)
- (en) NCBI : Euryale (taxons inclus)
- (en) GRIN : genre Euryale  Salisb. (+liste d'espèces contenant des synonymes)

### Euryale ferox
- (en) Flora of China : Euryale ferox
- (en) Catalogue of Life : Euryale ferox Salisb. ex K. D. Koenig & Sims (consulté le 16 décembre 2020)
- (fr + en) ITIS : Euryale ferox  Salisb.
- (en) NCBI : Euryale ferox (taxons inclus)
- (en) GRIN : espèce Euryale ferox  Salisb.